# Бербери, Стэнли
Стэнли Бербери (англ. Stanley Burbury; 2 декабря 1909, Перт, Западная Австралия — 24 апреля 1995, Хобарт, Тасмания, Австралия) — австралийский юрист и политик, 21-й губернатор Тасмании (1973—1982). Является первым губернатором  Тасмании, родившимся в Австралии.

## Биография
Стэнли Бербери родился 2 декабря 1909 года в Перте (Западная Австралия).
В 1933 году окончил Университет Тасмании.
В 1956 году Бербери стал председателем (англ. Chief Justice) Верховного суда Тасмании, и проработал в этой должности до 1973 года.
В 1973 году Стэнли Бербери был назначен губернатором Тасмании. Он стал первым губернатором Тасмании, родившимся в Австралии. Он проработал губернатором до 1982 года.
В январе 1958 года Бербери стал рыцарем ордена Британской империи (KBE), в апреле 1977 года — рыцарем Королевского Викторианского ордена (KCVO), а в августе 1981 года — рыцарем ордена Святого Михаила и Святого Георгия (KCMG).
Стэнли Бербери скончался в Хобарте 24 апреля 1995 года.

## Память
В честь Стэнли Бербери было названо искусственное озеро (водохранилище) Бербери на западе Тасмании, которое было образовано в начале 1990-х годов в результате постройки плотины Кротти, перегородившей реку Кинг.
Его именем также назван один из лекционных корпусов Университета Тасмании в Хобарте —  Stanley Burbury Lecture Theatre.